# Marcos Silvera Antúnez
Marcos Silvera Antúnez (* 1947) ist ein uruguayischer Historiker und Numismatiker.

## Hintergrund
Antúnez ist Verfasser zahlreicher Bücher und Fachartikel. Die von ihm aufbereiteten Themen umfassen einerseits die Wirtschaftsgeschichte Südamerikas und Uruguays, zum anderen widmete er sich Themen seiner Sammel- und Fußballleidenschaft. Dabei schrieb er unter anderem Bücher zur Geschichte seines Lieblingsvereins Peñarol Montevideo, unter anderem zum 120. Geburtstag des Vereins.
Als Numismatiker war Antúnez zwischen 1991 und 2003 Präsident des Instituto Uruguayo de Numismática, 2020 wurde er zum Ehrenmitglied ernannt. Bis dato hatte er seit der ersten Veröffentlichung 1990 neun Ausgaben einer Katalogisierung der uruguayischen Münzen herausgegeben. Zudem umfassen seine numismatischen Bücher die Titel Bibliografía y medallística de un revolucionario (2010), Juras Reales en la Banda Oriental (2012), La historia de la Patria a través de las monedas (2012) und Juras Reales en el Virreinato del Río de la Plata (2013). Seine umfangreiche Sammlung an Kupfermünzen wurde von der Banco Central del Uruguay erworben und dort im Münzkabinett ausgestellt.

## Schriften (Auswahl)
- La historia de la patria a través de las monedas. Montevideo 1990, OCLC 24952587.
- Bibliografía numismática uruguaya (= Estudios numismáticos. Band 1). Impr. Cooperativa, Montevideo 1995, OCLC 253715564.
- El álbum de figuritas cien años en el Uruguay. Ed. El Galeón, Montevideo 1999, ISBN 978-9974-553-20-0.
- Historia del transporte en el Uruguay. Ed. El Galeón, Montevideo 2002, ISBN 978-9974-553-34-7.
- Testimonios de la revolución. 6 Bände. Ed. de la divisa, Montevideo 2002–2004, ISBN 9974-7692-0-5 (vollständige Ausgabe).
- Bibliografía y medallística de un revolucionario : General Aparicio Saravia. Ed. El Galeón, Montevideo 2010, ISBN 978-9974-553-77-4.
- Juras reales en el Virreinato del Río de la Plata. Ed. El Galeón, Montevideo 2013, ISBN 978-9974-553-87-3.
- Historia de los naipes en el Uruguay, 1724–2015. Ed. El Galeón, Montevideo 2015, ISBN 978-9974-553-90-3.